# Ernst Schönbauer
Ernst Schönbauer (* 29. Dezember 1885 in Windigsteig, Niederösterreich; † 3. Mai 1966 in Großdietmanns-Eichberg, Niederösterreich) war ein österreichischer Rechtswissenschaftler, Rechtshistoriker, Papyrologe und Politiker (Landbund). Er war 1919/20 Mitglied der Konstituierenden Nationalversammlung und anschließend bis 1930 Abgeordneter zum Nationalrat. Von 1929 bis 1945 hatte Schönbauer einen Lehrstuhl für Römisches Recht an der Universität Wien inne und war dort während der NS-Zeit von 1938 bis 1943 Dekan der juridischen Fakultät.

## Leben
Schönbauer, der sich als „Hochschullehrer und Bauer“ bezeichnete, stammte aus einfachen Verhältnissen und war das jüngste von sechs Kindern eines Schneidermeisters. Nach Volksschule, Untergymnasium in Waidhofen a. d. Thaya und Oberstufe in Krems legte er 1906 in Prachatitz die Matura mit Auszeichnung ab. Anschließend studierte er klassische und deutsche Philologie sowie Philosophie an der Universität Wien, wechselte im Herbst 1908 an die Deutsche Universität Prag. Zu seinen akademischen Lehrern gehörten der Sprachphilosoph Anton Marty und Christian von Ehrenfels, Begründer der Gestaltpsychologie. Mit einer Dissertation über Waldviertler Schwankmärchen mit vergleichenden Märchenstudien wurde er 1911 zum Dr. phil. promoviert. Er legte auch den schriftlichen Teil der Lehramtsprüfung ab, verzichtete aber auf den mündlichen, weil er sich bereits seinem zweiten Studium – diesmal der Rechts- und Staatswissenschaften – zuwandte. Ab Oktober 1911 setzte er das Studium in Wien fort, wo er bei Adolf Menzel Staatsrecht, bei Eugen Böhm von Bawerk Nationalökonomie hörte und ihn der Rechtshistoriker Paul Jörs, den Schönbauer als „väterlicher Freund“ beschrieb, in die Papyrologie einführte. Seine zweite Promotion, zum Dr. iur., schloss er 1915 ab. Zeitgleich war Schönbauer auch Student an der Universität für Bodenkultur Wien.
Nachdem er von seinem Militärdienst als Einjährig-Freiwilliger 1909 wegen eines Herzleidens nach zwei Monaten zurückgestellt worden war, wurde er nach seinem Studienabschluss 1915 im Ersten Weltkrieg erneut eingezogen. Aus gesundheitlichen Gründen diente er aber nicht an der Front, sondern in der Verwaltung des Ministeriums für Landesverteidigung. Wegen einer Augenkrankheit wurde er im November 1917 auch dort entlassen. Ende 1917 erhielt er ein Stipendium, um in der Papyrussammlung des Ägyptischen Museums Berlin bei Ulrich Wilcken und Wilhelm Schubart seine Kenntnisse der Papyrologie zu vertiefen.
Am 4. März 1919 wurde Schönbauer auf der deutschnationalen Liste im niederösterreichischen Waldviertel in die Konstituierende Nationalversammlung gewählt. Als Ersatz für den erkrankten Franz Dinghofer gehörte er dem Hauptausschuss der Nationalversammlung an. Neben dem Sozialdemokraten Karl Renner und dem Christsozialen Alfred Gürtler nahm Schönbauer als Vertreter der Deutschnationalen in der österreichischen Delegation an den Friedensverhandlungen von Saint-Germain teil. Als Kandidat der Deutschösterreichischen Bauernpartei, deren Bundesobmann er war, vertrat er vom 10. November 1920 bis zum 20. November 1923 ebenfalls das Waldviertel im österreichischen Nationalrat, wo er keinem Parlamentsklub angehörte. Ab 7. Jänner 1924 war er Abgeordneter des Burgenlandes für den Landbund, dessen Reichsparteileitung er auch angehörte. Um sich nach seiner Ernennung zum ordentlichen Professor auf seine universitäre Tätigkeit zu konzentrieren beendete er seine politische Karriere zum 1. Oktober 1930.
Mit einer rechtshistorischen Schrift über die lex metalli Vipascensis – die inschriftlich überlieferte römische Bergwerksordnung von Vipasca (das heutige Aljustrel in Portugal) aus dem 1. Jahrhundert n. Chr. – habilitierte sich Schönbauer 1919 an der Universität Wien und erhielt die Venia Docendi für Römisches Recht, Antike Rechtsgeschichte und Papyrologie. Nachdem er den Ordinarius Paul Jörs zwei Semester lang vertreten hatte, wurde er 1924 zum beamteten außerordentlichen Professor ernannt. 1929 wurde Schönbauer als ordentlicher Professor auf die Lehrkanzel für Römisches Recht berufen, wo er die Nachfolge des nach München gewechselten Leopold Wenger antrat. Neben dem römischen Staats-, Prozess-, Familien-, Erbrecht hielt er Vorlesungen in römischer Rechts- und Wirtschaftsgeschichte, Bergrecht des Altertums, Papyruskunde, aber auch zeitgenössischem (reichs-)deutschem Privatrecht und zeitgenössischem Arbeitsrecht. Als Bauer widmete er sich außerdem mit besonderem Interesse dem Agrarrecht und der Agrarpolitik. Es kam ihm darauf an, „Zusammenhänge zwischen antikem und modernem Recht“ zu vermitteln und „das organische Wachstum des Rechts und der Rechtswissenschaften“ deutlich zu machen. Zu seinen Schülern gehörten Roland Graßberger und Fritz Schwind. Die Akademie der Wissenschaften in Wien wählte Schönbauer 1933 zum korrespondierenden, 1939 zum ordentlichen Mitglied. 1934 erfolgte seine Wahl zum Dekan der juridischen Fakultät, die das Unterrichtsministerium aber nicht bestätigte, weil Schönbauer den Beitritt zur Vaterländischen Front verweigerte.
Neben seiner politischen und akademischen Tätigkeit bewirtschaftete Schönbauer ab 1925 einen Bauernhof in Eichberg bei Weitra im Waldviertel. Mit der 18 Jahre jüngeren Karoline geb. Reichel, die er 1938 heiratete, bekam er zwischen 1927 und 1943 acht Kinder. Sie hatte außerdem bereits einen Sohn aus erster Ehe.
Seine Ablehnung des Ständestaates führte nach dem Anschluss Österreichs 1938 dazu, dass er als kommissarischer Dekan eingesetzt wurde, er beantragte am 20. Mai 1938 die Aufnahme in die NSDAP und wurde rückwirkend zum 1. Mai aufgenommen (Mitgliedsnummer 6.193.422). „Schönbauer war ein einwandfreier Nationalsozialist, wie die Ortsgruppenleitung der NSDAP Schönbrunn am 2. Juli 1940 und die Kreisleitung VI am 24. Oktober 1940 bestätigen.“ Er war Mitglied in der NSV, im Reichslehrerbund (RLB) und im NSRB. „Nur sechs Tage nach dem ‚Anschluss‘ wurde Ernst Schönbauer in der nun nach Führerprinzip durchorganisierten Universität als neuer Dekan eingesetzt. Zirka 50 Prozent des Lehrkörpers wurden unter seiner Führung wegen ‚Fremdrassigkeit‘ oder ‚politischer Unzuverlässigkeit‘ entlassen.“ Hingegen hielt er bei Besetzungsverfahren an der alten, österreichischen Geschäftsordnung fest, nach der alle Fakultätsmitglieder Stellung nehmen konnten und Beschlüsse in geheimer Abstimmung gefasst wurden. Dies widersprach dem aus Berlin geforderten Führerprinzip und trug ihm eine Zurechtweisung des Reichserziehungsministeriums ein. Ebenfalls 1938 wurde Schönbauer zum Mitglied der Akademie für Deutsches Recht ernannt. Seine formelle Bestätigung zum Dekan erfolgte 1939. Im Jahr darauf wurde er Gründungsdirektor des auf seine Initiative hin eingerichteten Instituts für Bauern-, Wirtschafts- und Arbeitsrecht.
Nach Kriegsende wurde Schönbauer als ehemaliger Nationalsozialist durch den Fischer-Erlass im August 1945 von seiner Lehrtätigkeit suspendiert. Am 30. Jänner 1946 erhob er dagegen Einspruch, doch blieb die Berufung ebenso ohne Erfolg wie eine Eingabe an das Unterrichtsministerium vom 7. Juli 1948. Am 20. Juli 1948 wurde er endgültig in den Ruhestand versetzt, wobei bei der Bemessung des Ruhegehalt auch die Dienstzeit zwischen 1938 und 1945 angerechnet wurde. Schönbauers Beschwerden beim Verfassungsgerichtshof und Verwaltungsgerichtshof wurden zurückgewiesen. Ab 1947 war er Redakteur beim Waldviertler Heimatblatt, das 1949 von der sowjetischen Besatzungsmacht zur Einstellung gezwungen wurde. Nach der Amnestie für die sogenannten Minderbelasteten unter den ehemaligen Nationalsozialisten, zu denen auch Schönbauer zählte, war er im Sommer 1948 Obmann der kurzlebigen Verfassungstreuen Vereinigung. Angebote, bei der Wahl 1949 für die ÖVP oder den Verband der Unabhängigen zu kandidieren, lehnte er jedoch ab.
Schönbauer publizierte 1964 in dem der Neuen Rechten zuzuordnenden Eckartboten. Er gehörte der deutschnationalen Ferialverbindung Deutscher Hochschüler Waldmark Gmünd an.
Die Universität zu Köln verlieh Schönbauer 1966 die Ehrendoktorwürde. Nach einem Kreislaufkollaps im selben Jahr starb er an Nierenversagen.